# Zängilan
Zängilan (azerbajdzjanska: Zəngilan, armeniska: Կովսական: Kovsakan) är en distriktshuvudort i Azerbajdzjan. Den ligger i distriktet Zängilan, i den södra delen av landet, 300 km sydväst om huvudstaden Baku. Zängilan ligger 435 meter över havet och antalet invånare är 7 483. Före 1967 hette byn Pirtjevan. Azerbajdzjan erövrade staden den 20 oktober 2020 under Nagorno-Karabach-kriget.
Terrängen runt Zängilan är kuperad. Zängilan är det största samhället i trakten. 
Trakten runt Zängilan består till största delen av jordbruksmark. Runt Zängilan är det ganska glesbefolkat, med 42 invånare per kvadratkilometer.